# بفولندورف
فولندورف (بالألمانية: Pfullendorf) هي مدينة وبلدة ألمانية تقع في ألمانيا في بادن-فورتمبيرغ. يقدر عدد سكانها بـ 13,183 نسمة .

## المدن التوأمة
مدينة Allschwil هي مدينة توأمة لـفولندورف.

## أعلام
- جوهانس برونر
- مايكل سنو
- أوتو الأول دوق بافاريا